# Æterni regis
A bula papal Aeterni regis [em português: "Do rei eterno"] foi emitida em 21 de junho de 1481 pelo Papa Sisto IV. Confirmou a substância do Tratado de Alcáçovas, reiterando a confirmação desse tratado de Castela na posse das Ilhas Canárias e a concessão a Portugal de todas as outras aquisições territoriais feitas pelas potências cristãs na África e no leste para as Índias.

## Antecedentes
A Guerra da Sucessão Castelhana foi travada entre Portugal e Castela de 1475 a 1479 sobre quem deveria suceder a Henrique IV de Castela, sua filha, Joana, ou sua meia-irmã, Isabel. Joana foi casada com Afonso V de Portugal e Isabel foi casada com Fernando II de Aragão. Subjacente a isso estavam os desacordos de décadas sobre a hegemonia do Atlântico. Ambos os reinos reivindicaram soberania territorial sobre as Ilhas Canárias e a costa oeste da África. Enquanto Castela teve algum sucesso nas batalhas terrestres, Portugal teve a vantagem no mar.

## Tratado de Alcaçovas
Através dos bons ofícios de Beatriz, Duquesa de Viseu, prima em primeiro grau de Afonso V e tia de Isabel de Castela, as partes negociaram um acordo. Um tratado foi celebrado em Alcáçovas, no sul de Portugal (na casa de Dona Beatrice), em 4 de setembro de 1479. Cada lado concordou em renunciar a quaisquer reivindicações ao reino do outro. O acordo incorporou termos de um acordo de 1431 sobre restituição de lugares, libertação de prisioneiros e demolição de fortalezas. Além disso, Portugal cedeu as Canárias a Castela, e Castela, por sua vez, reconheceu a posse e os direitos de comércio de Portugal nos Açores, Madeira, Ilhas de Cabo Verde e costa da Guiné. Foi ainda estipulado que qualquer violação dos termos incorreria em uma multa de 300 000 "doblas" de ouro.
Um acordo colateral, as "Tercerias de Moura" arranjaram o casamento do neto de Afonso V, Afonso, com a filha mais velha de Isabel de Castela, também chamada Isabel. Previa que os filhos morassem em Mouros, cidade próxima à fronteira entre os dois reinos, sob a supervisão de Dona Beatrice, até que tivessem idade suficiente para se casar.
O tratado também afirma que as partes fizeram um juramento solene de cumprir seus termos e se comprometeram a não buscar ou se valer de uma dispensa do juramento do Papa ou de seu representante.
Em 4 de maio de 1481, o rei Afonso V de Portugal concedeu ao seu filho, infante João, o comércio e a pesca da Guiné, e proibiu qualquer pessoa de ir para lá sem licença do príncipe. No final de agosto, o príncipe John sucedeu seu pai como rei. Seu principal objetivo era encontrar uma rota marítima para o Oriente.

## Endosso papal
A bula confirmou as bulas anteriores Romanus Pontifex, emitidas por Nicolau V em 1455. Também incorporou os termos já acordados por Portugal e Castela no Tratado de Alcáçovas, dando autoridade moral à divisão territorial das partes. 
De acordo com Malyn Newitt em A History of Portuguese Overseas Expansion, "o império português ... foi capaz de crescer de uma maneira que teria sido impossível se tivesse sido desafiado por um oponente bem armado".  No entanto, Isabel e Fernando estavam envolvidos na Guerra de Granada, a Inglaterra estava envolvida em conflitos dinásticos, e Luís XI da França foi atraído para os assuntos da Itália.